# Tino Edelmann
Tino Edelmann (n. 13 aprilie 1985, Annaberg-Buchholz, Saxonia, Germania) este un sportiv ce a reprezentat Germania, medaliat olimpic. A participat la 2 ediții ale Jocurilor Olimpice (2010, 2014) în care a câștigat 1 medalie de bronz.